# Werner Veigel
Werner Veigel (* 9. November 1928 in Den Haag, Niederlande; † 2. Mai 1995 in Hamburg) war ein deutscher Nachrichtensprecher und Radiomoderator.

## Leben
Veigel kam als Sohn eines deutschen Kaufmanns in Den Haag zur Welt. Nach seinem Abitur absolvierte er eine kaufmännische Lehre in einem Reisebüro. Als Radio Hilversum 1950 einen Sprecher suchte, bewarb sich Veigel, der fließend Niederländisch sprach, mit Erfolg. Im Februar 1954 wechselte er zum Nordwestdeutschen Rundfunk (NWDR), für den er als Ansager und Nachrichtensprecher tätig war. Ab 1961 arbeitete er auch als Sprecher und Moderator beim Fernsehen, unter anderem für die Berichte vom Tage.
1966 wurde er Sprecher der Tagesschau, vom 11. September 1987 bis zum 24. Januar 1995 war er als Nachfolger von Karl-Heinz Köpcke Chefsprecher. Er galt als vorbildhaft, was die Fehlerlosigkeit seiner Betonung, Präsentation und Aussprache betraf. Er kommentierte für die ARD den Grand Prix Eurovision de la chanson (Eurovision Song Contest) 1975, 1976, 1977 und 1978. 1980 spielte er sich selbst in Udo Lindenbergs Kinofilm Panische Zeiten. 1985 sprach Veigel die Samples für die deutschsprachige Version des von Paul Hardcastle produzierten Dance-Hit 19 ein. Er hatte mehrere Gastauftritte bei Heinz Schenk in der Sendung Zum Blauen Bock.
Seine letzte Tagesschau sprach Veigel am 6. Dezember 1994. Kurz darauf wurde bei ihm ein inoperabler Hirntumor diagnostiziert, woraufhin er auf Anraten seiner Ärzte seine Tätigkeit als Nachrichtensprecher aufgeben musste. Bevor Veigel am 25. Januar 1995 offiziell von Dagmar Berghoff als Chefsprecher der Tagesschau abgelöst wurde, war er in dieser Funktion noch für die Erstellung der Dienstpläne aller Sprecher zuständig.

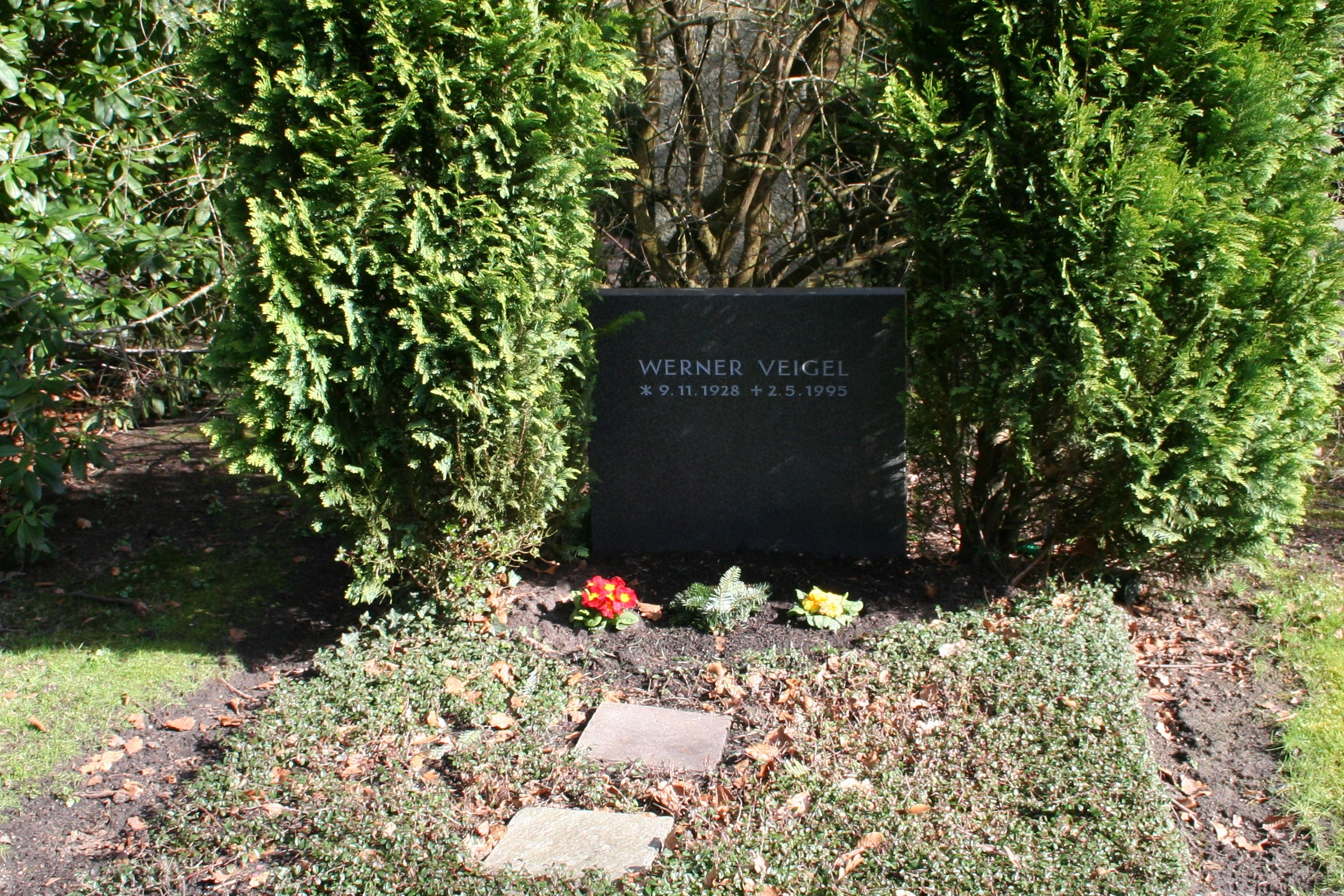
Das Grab von Werner Veigel auf dem Friedhof Ohlsdorf

Im Februar 1995 bekannte er sich in einem Stern-Interview zu seiner Homosexualität. Seit 1955 hatte er mit seinem Partner zusammengelebt. Gleichzeitig gab Veigel an, kein großer Anhänger der gleichgeschlechtlichen Ehe zu sein, sich dennoch für ein Antidiskriminierungsgesetz einzusetzen, wonach „niemand wegen seines Geschlechtes, seiner Religion, seiner Hautfarbe oder sexuellen Präferenz benachteiligt werden“ dürfe.
Werner Veigel erlag seinem Krebsleiden am 2. Mai 1995 im Alter von 66 Jahren. Seine letzte Ruhestätte befindet sich auf dem Friedhof Ohlsdorf (Grab-Nr. M26/82) in Hamburg.

## Hörspiele (Auswahl)
- 1971: Eva Maria Mudrich: Das Experiment  – Regie: Fritz Schröder-Jahn